# 灵隐山
灵隐山，又名灵苑山、仙居山、稽留山，俗称西山，由飞来峰、白猿峰、稽留峰（鸡笼山）、月桂峰和莲花山五座山峰组成，山上泉水统称武林泉，因为灵隐寺在此山中得名。因为西湖之水源于此处，故以西湖旧名武林水名之，故有人考其为武林山，其泉出为武林泉。在《汉书》中“武林山”泛指西湖南北诸山，尔后成化年间《杭州府志》将“武林山”指为灵隐山后北高峰。《定山小识》考唐代西湖诸山为“武林山”，六朝时又叫“灵隐山”，后由于灵隐在于西湖北路，所以唐人分南路诸山为“界石山”。现今的灵隐山只指代灵隐寺周围的山峰。

## 延伸阅读
[在维基数据编辑]
 《欽定古今圖書集成·方輿彙編·山川典·靈隱山部》，出自陈梦雷《古今圖書集成》